# Rosa Valverde Lamsfus
Rosa Valverde (Sant Sebastià, 14 de febrer de 1953 - Azkaine, 14 de febrer 2015) fou una pintora basca. Va desenvolupar un treball basat en l'associació lliure i abocat en una dimensió simbòlica articulada a través d'un plantejament lúdic proper a l'univers del surrealisme d'aparença naïf. L'any 1980 va realitzar una exposició individual a l'Espai 10 de la Fundació Joan Miró. El 2002 se li va dedicar una exposició retrospectiva a Sant Sebastià.

## Obres destacades
- Monja castigada por un poste eléctrico, 1977
- El día, 1979
- La nit, 1979